# Tambourissa amplifolia
Tambourissa amplifolia är en tvåhjärtbladig växtart som först beskrevs av Boj. och Louis René Tulasne, och fick sitt nu gällande namn av A. Dc.. Tambourissa amplifolia ingår i släktet Tambourissa och familjen Monimiaceae. Inga underarter finns listade i Catalogue of Life.